# OCA2
P蛋白（P protein），又称黑色素细胞特异性转运蛋白或粉眼稀释蛋白同源蛋白（melanocyte-specific transporter protein or pink-eyed dilution protein homolog），是一种蛋白质，在人类中是由眼皮肤白化病II（oculocutaneous albinism II，OCA2）基因编码。P蛋白被认为是一种参与小分子（特别是黑色素的前体酪氨酸）跨膜运输的整合膜蛋白。OCA2的某些突变会导致2型眼睛皮膚白化症。

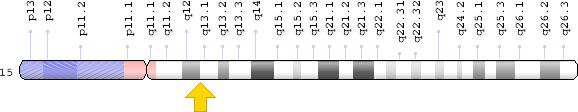
人类的OCA2基因位于15号染色体长臂(q)位置12和13.1之间。

人类的OCA2基因位于15号染色体的长臂（long arm）(q)上，具体是从15号染色体的碱基对28,000,020至碱基对28,344,457。